# Return to Babylon
Return to Babylon es una película muda en blanco y negro dirigida por Alex Monty Canawati y estrenada el 11 de agosto de 2013 en los Estados Unidos. No obstante, la falta de apoyo que recibió la película hizo que apenas fuese distribuida, pese a contar con estrellas tales como Jennifer Tilly, María Conchita Alonso, Ione Skye, Debi Mazar, Laura Harring y Tippi Hedren.

## Argumento
Basado en el Hollywood de principios del siglo XX, la película gira en torno a las vidas de algunas de las principales estrellas del cine mudo de la época, entre ellas Rodolfo Valentino, Gloria Swanson, Clara Bow, Lupe Vélez, Fatty Arbuckle y William Desmond Taylor. Durante el montaje de la película también se emplearon 19 rollos de cinta de 16mm que Canawati encontró en el Hollywood Boulevard.

## Reparto
- Jennifer Tilly como Clara Bow.
- María Conchita Alonso como Lupe Vélez.
- Ione Skye como Virginia Rappe.
- Debi Mazar como Gloria Swanson.
- Tippi Hedren como la Sra. Peabody
- Rolonda Watts como Josephine Baker.
- Laura Harring como Alla Nazimova.
- Morganne Picard como Mabel Normand.
- Brett Ashy como Fatty Arbuckle.
- Paul Kent como Mack Sennett.
- Michael Goldman como Adolph Zukor.
- Marina Bakica como Alma Rubens.
- Jack Atlantis como William Desmond Taylor.
- Wendy Caron como Barbara La Marr.
- Phillip Bloch como Ramón Navarro.
- Robert Sherman como Erich von Stroheim.
- Devora Lillian como Mary Miles Minter.
- Maxwell DeMille como Douglas Fairbanks.
- Alex Monty Canawati como Rudolph Valentino.
- Adnan Taletovich como John Gilbert.
- Jennifer Seifert como Pola Negri.